# دنیای مرا باشکوه می‌کنی
«دنیای مرا باشکوه می‌کنی» (به انگلیسی: You Rock My World) نخستین تک‌آهنگ از دهمین و آخرین آلبوم استودیویی مایکل جکسون به نام شکست‌ناپذیر (۲۰۰۱) است. موضوع این ترانه دربارهٔ عشق و به‌دست آوردن محبت زن است. ترانه‌سراهای این آهنگ، جکسون، رادنی جرکینز، فرد جرکینز و لاشان دنیلز و تهیه‌کنندگان آن، جکسون و رادنی جرکینز هستند. تمام سازهای این ترانه نیز توسط جکسون و جرکینز نواخته شده‌اند.
«دنیای مرا باشکوه می‌کنی» نقدهای متفاوتی را از سمت منتقدان موسیقی دریافت کرد. برخی معتقد بودند که جکسون می‌توانست روی این ترانه بیشتر کار کند و این حد اعلای جکسون نیست و برخی دیگر نیز از ترکیب آوازی و موسیقی جکسون در این ترانه ستایش کردند. با این حال این ترانه در سطح جهانی یک موفقیت تجاری بود که توانست در ۱۳ کشور جهان جزء ۱۰ آهنگ برتر شود. در فرانسه نیز به رتبهٔ ۱ رسید.
«دنیای مرا باشکوه می‌کنی» در چهل‌وچهارمین مراسم جایزه گرمی نامزد دریافت جایزهٔ «بهترین اجرای آوازی پاپ در بین هنرمندان مرد» شد.
از این ترانه نماهنگی ۱۴ دقیقه‌ای به کارگردانی پل هانتر ساخته شد. در این نماهنگ افراد مشهوری همانند مارلون براندو، کریس تاکر و مایکل مدسن به ایفای نقش پرداختند. این نماهنگ با آثار قبلی جکسون با نام‌های «حسی که به من میدی» و «مجرم زیرک» مقایسه شد. نماهنگ «دنیای مرا باشکوه می‌کنی» در نظرسنجی‌ای که در سال ۲۰۱۰ از طرف مجلهٔ بیلبورد برای انتخاب «برترین نماهنگ‌های سال‌های ۲۰۰۰ تا ۲۰۱۰» برگزار شد، رتبهٔ ۴ را به دست آورد.

## موزیک ویدئو
موزیک ویدئوی این ترانه آخرین حضور جکسون در یک موزیک ویدئو بود که قبل از مرگش منتشر می‌شود. بعدها مایکل جکسون در موزیک ویدیوی ترانه‌ی یک شانس بیشتر که در سال ۲۰۰۳ ساخته شد نیز حضور پیدا کرد اما به مدت ۷ سال منتشر نشد تا بعد از درگذشت مایکل جکسون، در آلبوم ویدئویی «ویژن» او منتشر شد. در موزیک ویدئوی این ترانه، مارلون براندو (نقش اول فیلم پدر خوانده)، کریس تاکر (بازیگر مجموعه فیلم‌های ساعت شلوغی)، کیشایا دادلی، مایکل مدسن و بیلی دراگو ایفای نقش کردند.
این موزیک ویدئو در نظرسنجی «برترین کلیپ‌های موسیقی از سال ۲۰۰۰ تا ۲۰۱۰» که از طرف مجلهٔ بیلبورد در سال ۲۰۱۱ انجام شد، رتبهٔ ۴ را را به دست آورد.

## اجرای زنده
ترانهٔ «دنیای مرا باشکوه می‌کنی» تنها دو بار توسط مایکل جکسون اجرا شده است. این دو اجرا در ویژه برنامهٔ ۳۰اُمین سالگرد فعالیت هنری با همراهی آشر و کریس تاکر اجرا شد.